# Снежана Ботушарова
Снежана Дамянова Ботушарова е български юрист, международен съдия.

## Биография
Родена е на 20 септември 1955 г. в град София. През 1974 г. завършва средното си образование в родния си град. През 1978 г. завършва право в Софийския университет. На следващата година започва да работи като адвокат. Била е главен асистент по конституционно право в Софийския университет и доцент по конституционно право в ЮЗУ „Неофит Рилски“ и в Нов български университет, доктор по право. Народен представител е в VII ВНС и XXXVI ОНС. От 1991 до 1994 г. е заместник-председател на XXXVI ОНС. Между 1994 и 1998 г. е посланик на България в САЩ. В периода 1998-2008 г. е съдия в Европейския съд по правата на човека в Страсбург и заместник-председател на съдeбно отделение. От 2008 до 2009 г. е международен съдия в отделението за военни престъпления на Съдa в Босна и Херцеговина. От 2009 до 2018 г. е международен конституционен съдия в Косово.